# E.G. Records
E.G. Records est un label musical de la compagnie anglaise EMI.
L'étiquette est fondée en 1969 par les managers du groupe King Crimson, David Enthoven et John Gaydon, d'où le nom. E.G. a signé de nombreux groupes de rock et rock progressif dans les années 1970 et 1980, au nombre desquels King Crimson, Roxy Music, Brian Eno, Emerson Lake & Palmer ou encore Killing Joke.
E.G. est vendu à Virgin Records en 1991 qui a continué à l'exploiter. En 1996 quand Virgin est acheté par EMI, le catalogue de E.G. est incorporé au label Virgin qui continue à exister dans le giron de la maison-mère.